# Tomy Lapid
Pour les articles homonymes, voir Lapid.

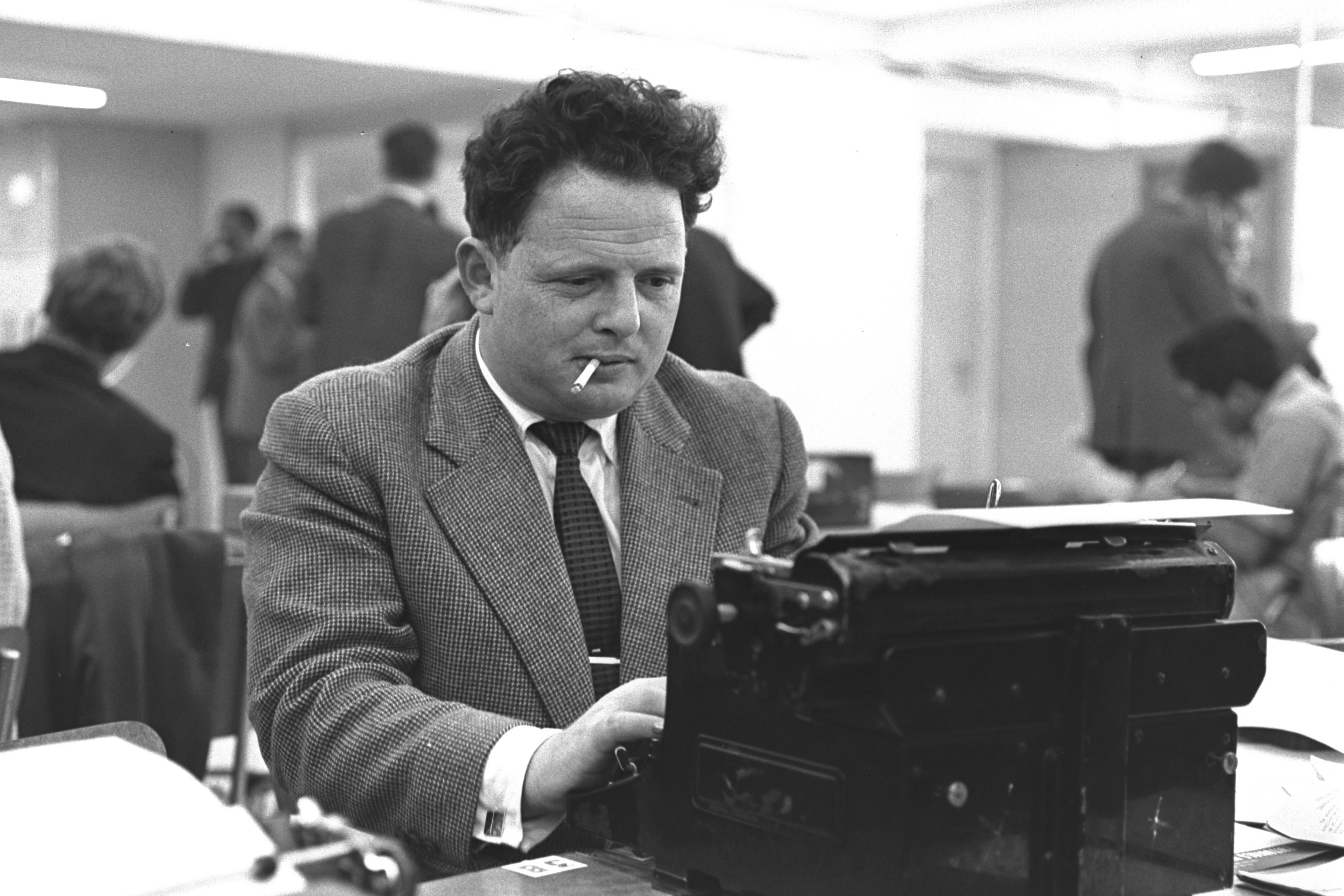
Tommy Lapid au procès Eichmann en 1961.

Joseph Tommy Lapid (en hébreu : יוסף טומי לפיד) (né le 27 décembre 1931 à Novi Sad et mort le 1er juin 2008 à Tel Aviv) est un écrivain, journaliste, producteur, puis homme politique israélien, président et fondateur du parti libéral et laïque Shinouï de 1999 à 2006. Il était fermement opposé au pouvoir des ultra-orthodoxes juifs sur la politique israélienne, notamment via le parti Shas. 

## Biographie

### Jeunesse
Né Tomislav Lampel à Novi Sad (dans le royaume de Yougoslavie) en 1931, il 
survit à la Shoah et émigre en Israël en 1948. Il est marié et père de deux enfants.  

### Carrière politique
Lapid rejoint le parti libéral et centriste d'Avraham Poraz (en) Shinouï et en fait un grand parti de la vie politique israélienne. Aux élections générales de 1999, il remporte 6 sièges à la Knesset, puis 15 en 2003, ce qui en fait le 3e parti d'Israël, derrière les travaillistes et le Likoud. Il rejoint le gouvernement d'Ariel Sharon, ce qui le met à portée de réaliser son programme, la réduction de l'influence des religieux, dont quelques mesures phares :
- l'obligation de service militaire pendant trois ans pour les jeunes orthodoxes ;
- la suppression des subventions publiques aux religieux ;
- la création d'un mariage civil, autorisé entre juif et non-juif, et sans accord préalable du rabbin ;
- l'autorisation de l'importation de produits non kacher.

Il est nommé président de la commission de la Knesset aux Affaires étrangères. En février 2003, il est nommé vice-Premier ministre et ministre de la Justice (שר המשפטים) dans le gouvernement d'Ariel Sharon, mais démissionne lorsqu'en décembre 2004, le chef du gouvernement augmente les subventions aux institutions Haredi pour avoir le soutien de petits partis religieux. Il soutient toutefois Sharon en mars 2005 contre de menues concessions financières. Ce soutien a minima est dicté par sa volonté d'éviter la tenue d'élections anticipées, qui auraient empêché l'évacuation des établissements israéliens de Gaza.
Lapid est battu aux primaires du parti Shinouï de janvier 2006. Il démissionne du parti et annonce son soutien au nouveau parti de Poraz, Hetz (en).
En 2006, Lapid est nommé président du Mémorial de Yad Vashem, poste qu'il occupe jusqu'à sa mort, des suites d'un cancer, deux ans plus tard.
Il mène un combat pour la mémoire de Rudolf Kastner, son ami personnel, profitant de son poste à la direction de Yad Vashem,.
Son fils Yaïr Lapid est premier ministre d'Israël du 1er juillet au 29 décembre 2022.